# Nicolas de Saint-Saturnin
Nicolas de Saint-Saturnin (né à  Saint-Saturnin  en Auvergne, et mort le 23 janvier 1382 à Avignon) est un pseudo-cardinal français du XIVe siècle créé par l'antipape d'Avignon Clément VII. Il est membre de l'ordre des dominicains.

## Biographie
Antoine Aubery, dans son Histoire générale des cardinaux (1642), le dit originaire de Clairmont.
Il prit l'habit au Couvent des Jacobins de Clermont et y enseigna la théologie.
Nicolas de Saint-Saturnin est provincial de son ordre en France durant neuf années. Il est nommé maître du Sacré palais apostolique en 1375. Il décline la promotion de cardinal par Urbain VI  et joint l'obédience d'Avignon.
L'antipape Clément VII le crée cardinal lors du consistoire du 18 décembre 1378, avec le titre de Saint-Martin-aux-Monts. En 1381 il est nommé chancelier de l'université de Paris.
Il rédige son testament le vingtième jour de décembre 1381 et meurt à Avignon le 23 janvier 1382.

## Tombeau à l’Église des Jacobins
Il est enterré dans l’Église des Jacobins de Clermont, selon ses souhaits. Son tombeau est, d'après Duchesne : 
« enchassé dans le mur, sous la seconde volée de voûtes du chœur, au dessus de la porte qui donne entrée en la Chapelle de la  Magdeleine vers le grand Autel, sur lequel est la représentation en marbre blanc, revestue des habits de l'Ordre, la Mithre en teste, appuyée sur un coussin de pierre, les mains posées l'une sur l'autre, & couchées sur l'estomach, les pieds arrestez sur deux petits chiens, pour dénoter la fidélité avec laquelle il avait vescu dans l'Eglise.»  
Dans cette même église se trouve un tableau le représentant mains jointes en prière.

## Armes
François Duchesne en 1699 décrivait les armes de Nicolas de Saint-Saturnin : 
D'azur à une fleur de lys d'or, posée en chœur, accompagnée de trois estoiles de mesme, deux en chef, & une en pointe.

## Bibliothèque
Il a eu en sa possession les manuscrits 30 et 46 de la bibliothèque du patrimoine de Clermont Auvergne Métropole, le manuscrit lat. 6145 de la bibliothèque nationale de France.